# Paraje San Fernando
Paraje San Fernando fue el nombre con el que se conoció el sitio y población que hoy ocupa la ciudad de Resistencia (Provincia del Chaco, Argentina), desde el abandono de la reducción indígena de San Fernando del Río Negro en 1773 hasta la llegada de los primeros inmigrantes a la Colonia Resistencia en 1878. Aunque existen indicios de población blanca anteriores a 1868, recién a partir de dicho año estuvo poblada de forma permanente bajo la forma de una serie de obrajes que se dedicaban a la extracción de madera de los bosques fuertes nativos, alcanzando un máximo estimado de 1.500 personas. Por otra parte, la población indígena siempre fue importante en el lugar, primeramente como únicos habitantes de las tierras y luego como una vital mano de obra para la extracción de la madera.
El primer documento oficial reconociendo su existencia proviene de autoridades de la vecina ciudad de Corrientes —de la cual provenía la mayor parte de su población blanca— en 1873. Un año antes, San Fernando no se encontraba bajo la potestad de ninguna provincia; con la creación del Territorio Nacional del Gran Chaco, San Fernando se transformó en la segunda población del territorio, aunque la lejanía de la capital Villa Occidental y los conflictos geopolíticos por la posesión del Chaco Boreal impidieron una presencia oficial que apuntalara el crecimiento de la población. Por este motivo, en 1875 se creó la efímera Jefatura Política del Chaco con asiento en el Paraje San Fernando. En el lapso que duró la inadecuada presencia oficial, los malones indígenas y los abusos patronales fueron los principales problemas que se debieron dirimir; para contener a los primeros, varios establecimientos improvisaron una defensa de la localidad entre capataces y obrajeros. Ese mismo año tras el informe de una Comisión Exploradora, un decreto nacional resolvió la creación de en el lugar de una colonia oficial que se concretaría tres años más tarde con la fundación de la ciudad de Resistencia. También se considera que el nombre de Resistencia le fue dado por la férrea defensa de los habitantes de San Fernando, la cual posibilitó la continuidad de la población.
No existe consenso entre los historiadores respecto a si se puede considerar a San Fernando como una población estable continuada en la ciudad de Resistencia. Las posiciones varían entre quienes la consideran una agrupación desordenada de personas sin intenciones de afincarse en el lugar y quienes estiman que no existe una fundación de Resistencia, sino la suma de un nuevo proyecto económico y social que potenció el surgimiento de la población. De lo que no hay dudas, es sobre la importancia de la existencia de San Fernando para la elección del sitio que hoy ocupa Resistencia, por el grato impacto que produjo en la Comisión Exploradora que decidió su ubicación, máxime considerando la presencia de sitios más propicios para el asentamiento humano en las cercanías. El choque de intereses entre los viejos pobladores y los nuevos colonos marcó parte de los primeros años de Resistencia, aunque es de destacar que muchos de sus pobladores se integraron a la nueva ciudad, incluso ocupando importantes cargos públicos.

## Ubicación
El paraje San Fernando denominaba una difusa zona alrededor de la abandonada reducción jesuítica de San Fernando del Río Negro. La reducción ocupó el sitio donde actualmente está la zona conocida como Triángulo de la ciudad de Resistencia, en la intersección de la avenida 25 de Mayo con la Ruta Nacional 11. Dicho lugar se halla 1 kilómetro al sur del río Negro, aproximadamente en 27°26′4″S 59°0′27.1″O / -27.43444, -59.007528. El coronel José María Ávalos, uno de los más reconocidos habitantes del paraje, ocupó con su quinta la antigua reducción.
No obstante, los obrajes de San Fernando ocupaban zonas algo distantes de esta, muchos de ellos al norte del río Negro.

## Historia
Antes del asentamiento de San Fernando del Río Negro la zona era territorio hostil para los españoles. Los numerosos indígenas asentados en la margen oriental de los ríos Paraná y Paraguay vedaban el ingreso a estas tierras que la Corona Española reivindicaba como parte del Virreinato del Río de la Plata. La reducción propició el acercamiento entre ambas culturas, y aunque las escaramuzas continuaron tras el abandono de la misma, la situación mejoró notablemente amparada en sucesivos convenios tratados celebrados entre la vecina ciudad de Corrientes —la más afectada por los indígenas de la zona— y caciques chaqueños. El nombre San Fernando que tenía la reducción quedó asimilado al paraje, el cual siguió recibiendo esa denominación hasta la creación de la Colonia Resistencia.
En 1825 se firmó un tratado entre el gobernador de Corrientes Pedro Ferré y los caciques chaqueños, por el cual se reconocía la soberanía de los chaquenses a sus tierras a cambio de que se respete a los blancos que ingresaban en el territorio. Esto incluía el libre comercio y la colaboración en expediciones de reconocimiento. Se cree que este tratado pudo haber facilitado la radicación de obrajes en la costa chaqueña.
En 1857 sucedió una creciente extraordinaria del río Paraná, que permitió a embarcaciones correntinas alcanzar el paraje para cargar maderas, no solamente en San Fernando sino también en el paraje conocido como Tres Horquetas, sobre el río Tragadero. Este es el primer hecho escrito por el cual se sepa de la permanencia de pobladores blancos en San Fernando. No obstante, no existen documentos que permitan establecer si la zona continuó poblada de forma permanente, siendo lo más probable que se hayan sucedido ocupaciones esporádicas.
El 29 de febrero de 1864 el Gobierno Nacional firmó un acuerdo con 17 caciques y 2 traductores, por el cual se propiciaba la fundación de una población en la costa chaqueña y el trazado de un camino. El ingeniero Francisco Pankonín quedó encargado de relevar el terreno. En su expedición Pankonín encontró un obraje en el paraje propiedad de Ramón Vázquez, no obstante, no mencionó la existencia de una población. Tampoco mencionó población alguna Fray Antonio Rossi, Prefecto de Misiones, quien visitó la zona el 16 de noviembre del mismo año para comprobar el terreno donde se establecería la reducción de San Buenaventura del Monte Alto. Pankonín consideró como el sitio más propicio para una población el sitio ubicado entre los ríos Tragadero e Iné, unos 20 kilómetros al nordeste. Esto motivó el desplazamiento de la tribu del cacique toba Napognarí; en el mismo tiempo se tuvo que haber desplazado la tribu del cacique vilela Leoncito, quien al año siguiente formó parte de la reducción de San Buenaventura del Monte Alto. El Gobierno por su parte, se había comprometido en el mencionado acuerdo a asistir a los indígenas que se estableciesen en inmediaciones de los pueblos, y que los protegería de eventuales atacantes.
Los pobladores hasta ese momento eran personas sin propósito de afincamiento, únicamente aprovechaban la riqueza maderera y la barata mano de obra indígena para extraer el mayor provecho posible. No obstante, estos obrajes, el tráfico de armas y bebidas alcohólicas con los aborígenes, el asentamiento de individuos que huían de la justicia o de sus enemigos políticos, y los contingentes militares destinados a contener los embates indígenas, todos ellos contribuyeron a la génesis de pequeñas poblaciones en lugares estratégicos de la hasta ese entonces despoblada costa chaqueña. Este crecimiento debió haber sido muy rápido, ya que en 1870 un contingente al mando de Napoleón Uriburu que venía desde Salta hizo base en San Fernando y calculó un total de 1.500 aborígenes trabajando en los obrajes frente a Corrientes. Semejante número de aborígenes presupone la presencia de un gran número de obrajes, asistidos por una importante cantidad de criollos, quienes realizaban tareas generalmente no encomendadas a los indios, como el labrado o cuidado de los animales.

## Reconocimiento oficial
El Gran Chaco fue hasta los años 1870 un territorio prácticamente desconocido, sólo transitado ocasionalmente por expediciones militares punitivas con los malones indígenas. Según la Constitución Argentina de 1853 los territorios que no pertenecían a ninguna provincia serían considerados territorios nacionales, no obstante, recién el fin de la Guerra de la Triple Alianza urgió a los gobernantes nacionales a formalizar administrativamente esta zona. El 31 de enero de 1872 con fines de tomar posesión de los terrenos del Chaco Boreal se creó el Territorio Nacional del Gran Chaco, con sede en Villa Occidental. Aunque Villa Occidental se hallaba a más de 500 kilómetros de San Fernando, esta fue incluida bajo su jurisdicción. En sí todos los terrenos del Chaco siguieron estando vedados al dominio argentino, por ello únicamente los terrenos ubicados a orilla de las seguras vías de comunicación con los centros de consumo fueron ocupados. La ausencia de autoridades favoreció la radicación de empresarios sin control alguno; por su lado, los objetivos y posibilidades del gobernador del territorio distaban mucho de atender las necesidades locales.
El 18 de marzo de 1873 el Jefe de la Capitanía del Puerto de Corrientes Esteban Guastavino comunicó al Gobernador del Chaco que frente a Corrientes existían más de 20 obrajes que ocupaban a una población de entre 800 y 1000 personas. Asimismo informó que entre 400 y 500 de ellas se habían afincado en San Fernando, a la que erróneamente llamó San Gerónimo. Guastavino también reclamó que no podía encargarse de los problemas del lugar por estar fuera de su competencia, así como también declaró la intención de los dueños de establecimientos de adquirir las tierras, lo que puede interpretarse como un interés en radicarse definitivamente allí. Tal informe fue la primera confirmación oficial de la existencia de un poblado estable en San Fernando. Por su parte, es posible que la epidemia de fiebre amarilla que afectó a Corrientes en enero de 1871 causando más de 1000 víctimas haya contribuido a este súbito incremento demográfico, aunque con seguridad la mayoría de los habitantes haya vuelto a sus hogares terminada la epidemia.
El gobernador Julio de Vedia respondió la solicitud pidiendo que el encargado del puerto continuara velando por el orden y la convivencia. Además, solicitó al Ministerio del Interior la creación de una autoridad local. El Ministerio respondió autorizando nombrar un juez de Paz y Comisario Municipal, según lo dispuesto en la ley de creación del Territorio Nacional. No existen registros de que esto haya sido cumplido, sólo un acuse de recibo del Gobierno del Territorio.
En 1875 el gobierno nacional resolvió crear cuatro colonias en la costa chaqueña del Paraná, una de ellas a situarse frente a Corrientes.